# 帯広運転所
帯広運転所（おびひろうんてんしょ）は、北海道帯広市西19条南1丁目4にある北海道旅客鉄道（JR北海道）釧路支社の運転士が所属する組織である。かつての略号は「釧オロ」。

## 概要
当運転所は以前は帯広駅構内南側にあったが、高架化事業に伴い1996年（平成8年）に帯広貨物駅構内へ移転した。帯広貨物駅の南側に留置線・給油設備が設けられ、気動車の給油・夜間滞泊が行われる。

## 沿革
- 1925年（大正14年）12月10日 - 士幌線開業に併せて池田機関庫帯広分庫として創設。
- 1936年（昭和11年）9月1日 - 池田機関区帯広支区に組織変更。
- 1960年（昭和35年）11月1日 - 帯広管理所に組織変更。
- 1969年（昭和44年）4月1日 - 帯広運転区に組織変更。
- 1984年（昭和59年）2月1日 - 帯広運転区池田支区廃止[1]。
- 1985年（昭和60年）3月14日 - 新得機関区廃止に伴い、帯広運転区新得派出所を設置（のち廃止）。
- 1987年（昭和62年）
  - 3月1日 - 帯広運転所に改称。
  - 4月1日 - 国鉄分割民営化に伴い、北海道旅客鉄道に継承。
- 1992年（平成4年）7月5日 - 現在地に移転。